# Cyrtodactylus tibetanus
Cyrtodactylus tibetanus este o specie de șopârle din genul Cyrtodactylus, familia Gekkonidae, ordinul Squamata, descrisă de Boulenger 1905. Conform Catalogue of Life specia Cyrtodactylus tibetanus nu are subspecii cunoscute.